# 聖保羅座堂 (丹地)
聖保羅座堂（St Paul's Cathedral）是英國蘇格蘭城市丹地的一座蘇格蘭聖公會的座堂。這座教堂於1853年7月21日開始修建，竣工於1855年，耗資1.4萬英鎊。1905年，這座教堂升為座堂。現在該教堂是A級登錄建築。

## 外部連結
- St. Paul's Cathedral, Dundee （页面存档备份，存于）

56°27′40″N 2°58′5″W / 56.46111°N 2.96806°W